# 草津市立南笠東小学校
草津市立南笠東小学校（くさつしりつ みなみがさひがししょうがっこう）は、滋賀県草津市にある市立の小学校。

## 概要
本校は、1977年（昭和52年）4月に草津市立老上小学校から草津市立玉川小学校が分離したのち、草津市立玉川小学校を適正規模化するために市内12番目の小学校として1989年（平成元年）4月に新設された。

## 沿革

### 年表
- 1988年（昭和63年）6月 - 校地造成工事を開始。
- 1989年（平成元年）
  - 4月 - 草津市立玉川小学校より分離・新設し、草津市立南笠東小学校が開校する。
  - 5月 - 第1回PTA総会を開く。
  - 6月 - 開校記念式典を行う。
- 1990年（平成2年）3月 - 校歌制定に伴い、同発表会を行う。
- 1991年（平成3年）9月 - 体育館ステージの緞帳を披露する。
- 1992年（平成4年）11月 - フラワー・ブラボー・コンクール （略称・FBC）で秋花壇奨励賞を受賞する。
- 1995年（平成7年）
  - 3月 - 湖南消防組合（主催：湖南広域行政組合湖南広域消防局）防火ポスターで学校賞を受賞する。
  - 6月 - フラワー・ブラボー・コンクール （略称・FBC）で秋花壇奨励賞を受賞する。
- 1996年（平成8年）
  - 4月 - 児童の増加に伴い仮設教室を設置する。
  - 12月 - 校舎およびワークスペースを増設する。
- 1997年（平成9年）6月 - フラワー・ブラボー・コンクール （略称・FBC）で秋花壇奨励賞を受賞する。
- 1998年（平成10年）10月 - 開校10周年記念事業として記念式典を行う。これに併せて、同窓会が発足する。
- 1999年（平成11年）7月 - 南笠東学区地域協働合校推進事業推進委員会が発足する。
- 2002年（平成14年）8月 - 交通安全子供自転車全国大会に出場する。同月、本校の下水工事が完成する。
- 2003年（平成15年）3月 - 障害者用施設として、校舎棟と体育館にスロープを設置する。同年、各学年のワークスペースにミニ図書館を設置する。
- 2004年（平成16年）9月 - 学校安全パトロールを開始する。
- 2006年（平成18年）
  - 4月 - スクールガイド学校安全ボランティアを開始する。
  - 9月 - 正門の鍵を電子錠に取り換える。
- 2008年（平成20年）
  - 4月 - フラワー・ブラボー・コンクール （略称・FBC）で春花壇奨励賞を受賞する。
  - 8月 - 開校20周年記念事業として、前庭のリフォームを行う。
- 2012年（平成24年） - 次代を担う子どもの文化芸術体験事業を実施する。同年、オリジナル合唱曲「おもいやり」が完成する。
- 2013年（平成25年） - 開校25周年記念として、「未来・夢プロジェクト」を開始する。同プロジェクトの一環として、本校のそばを流れる狼川の河川敷公園に大壁画の製作を開始する。
- 2014年（平成26年） - 狼川河川敷公園に製作した大壁画が完成し、同公園に展示する。同年、同公園の完成記念式典が行われる。
- 2015年（平成27年） - 同年より、狼川学習を開始する。校内に狼川水族館を設け、狼川の生き物を展示してアクティブ・ラーニングの研究を行う[2]。なお、狼川学習の応援団は地元の企業（イサム塗料ほか）や金融機関の支店（滋賀銀行南笠支店ほか）など、複数の団体によって構成されている[2]。2020年（令和2年）は立命館大学びわこ・くさつキャンパスが産学官連携の一環として、この取り組みに参加している[3]。
- 2016年（平成28年） - 放課後学習（南笠東版）、「金プリ」を開始する。
- 2017年（平成29年） - コミュニティスクールを導入する。
- 2020年（令和2年） - 「みな小おうえんたい」が本格的に始動する。

（注記なき出典：）

### 校名の由来
- 南笠町の東（現在の南笠東）に位置することから[1][4]。

## 通学区域
- 草津市
  - 南笠東1丁目 - 4丁目と笠山1丁目 - 8丁目の全域[5]

## 主な進学先
- 草津市立玉川中学校[5]

## アクセス
- JR琵琶湖線（東海道本線）南草津駅よりまめバス。「南笠東小学校」停留所下車、徒歩約1分[6]。

## 周辺
- 南笠東まちづくりセンター
- 岡田屋旅館[7] - 本校と旧東海道の間にある旅館。
- 日本黒鉛工業瀬田工場 - 所在地は大津市栗林町[8]。当校から西または南へ少し離れた所に（大津市との）市区町村界がある。
- 京滋バイパス
- 国道1号
- 旧東海道
- 狼川